# ㅢ
ㅢは、ハングルを構成する母音字母のひとつ。呼称はウイ（의）。字母ㅡとㅣを組み合わせて作った合成字母である。始まりと終わりで音色を異にする二重母音を表す。ただし、標準発音法上では単母音とされる。

## 音声
母音/ㅡ/[ɯ]を調音しながら/ㅣ/[i]へと移行することで作られる音。単独で発音される場合、軟口蓋接近音による[ɰi]である。子音字母に後続する場合または語頭以外の場合は、/ㅡ/の要素が消失して/ㅣ/[i]で発音される（例・希望 희망 [히망]）。ただし、語頭音節以外の表記上の의は丁寧に発音された場合に/ㅡ/の要素も発音される（例・主義/注意 주의 [주의/주이]、協議 협의 [혀븨/혀비]）。また助詞の의は、原則上このまま発音するが、会話などでは特別に/ㅔ/の音[e]でも発音される（例・私たちの 우리의 [우리의/우리에]）。
陰母音であるㅡに中性のㅣが組み合わされた字母なので、やはり陰母音であり、ハングルの成り立ち上これに対立する陽母音は現在では用いられていないㆎである。

## ラテン文字転写
文化観光部2000年式ではui、マッキューン＝ライシャワー式ではŭiと表記される。どちらの方式も語頭以外で[i]、助詞で[e]と発音される場合であっても同じ表記である。ただし、人名や企業名、団体名では音韻変化が反映した表記になることもある。また、Unicodeでの名称ではyiとしている。例えばU+1174はHANGUL JUNGSEONG YIとしている。

## 文字コード
| 名称                | 種類   | コード | HTML実体参照コード | 表示 |
| HANGUL LETTER YI    | 単体   | U+3162 | &#12642;           | ㅢ   |
| HANGUL JUNGSEONG YI | 中声用 | U+1174 | &#4468;            | ᅴ     |